# Fulica cornuta
La folaga cornuta o folaga dai ciuffetti (Fulica cornuta Bonaparte, 1853) è un uccello acquatico della famiglia Rallidae.

## Distribuzione e habitat
Vive nei laghi d'acqua dolce e nelle paludi saline di Argentina, Bolivia e Cile. È minacciata dalla distruzione dell'habitat.